# Protarchella
Protarchella es un género de polillas tortrícidas categorizado en la tribu Schoenotenini, de la subfamilia Tortricinae. Fue descrito por Diakonoff en 1956.

## Especies
- Protarchella acheensis Diakonoff, 1983
- Protarchella antirrhopa Diakonoff, 1956
- Protarchella atalohypha Diakonoff, 1974
- Protarchella bebaea Diakonoff, 1974
- Protarchella centrophracta (Meyrick, 1924)
- Protarchella chalcotypa (Diakonoff, 1954)
- Protarchella conioplegma (Diakonoff, 1954)
- Protarchella cyclopa Diakonoff, 1956
- Protarchella euschema Diakonoff, 1974
- Protarchella exarthra (Meyrick, 1918)
- Protarchella leptomorpha (Diakonoff, 1954)
- Protarchella lyssodes (Meyrick, 1910)
- Protarchella meesi Diakonoff, 1960
- Protarchella nivis (Diakonoff, 1941)
- Protarchella paraptera (Meyrick, 1910)
- Protarchella torquens Diakonoff, 1960
- Protarchella xenographa (Diakonoff, 1954)